# Cheap Trick
Cheap Trick est un groupe américain de hard rock, originaire de Rockford, dans l'Illinois. Il connait un succès important à la fin des années 1970, particulièrement au Japon et obtient son plus grand succès avec l’album live Cheap Trick at Budokan en 1979. Il est souvent décrit musicalement comme un mélange de mélodies pop influence Beatles et de guitares hard rock. Il est officiellement toujours en activité en 2008 (tournée débutant au mois de juin 2008).

## Historique

### Débuts (1969–1974)
En 1961, Rick Nielsen commence à jouer à Rockford, dans l'Illinois, en utilisant une collection de guitares rares et de valeur. Il forme plusieurs groupes avec des noms tels que The Boyz et The Grim Reapers. Brad Carlson, (plus tard appelé Bun E. Carlos), joue de son côté dans une formation appelée The Pagans. Finalement, Nielsen forme Fuse en 1967 avec Tom Peterson (Tom Petersson), qui joue lui-même dans un autre groupe local appelé The Bo Weevils.
En 1970, chez Epic Records, Fuse sort un album homonyme qui est globalement ignoré. Frustré par ce manque de succès, Fuse recrute deux membres des Nazz en 1970 et finit par jouer dans le Midwest pendant six ou sept mois, sous les deux noms Fuse ou Nazz, selon les endroits dans lesquels ils jouent. Avec Bun E. Carlos à la batterie, Fuse se délocalise à Philadelphie en 1971. Ils se rebaptisent à ce moment, en 1972–1973, Sick Man of Europe. Après une tournée européenne en 1973, Nielsen et Petersson retournent à Rockford et se réunissent avec Carlos,.
Randy « Xeno » Hogan est le premier chanteur de Cheap Trick. Il quitte le groupe peu après sa formation et est remplacé par Robin Zander. Le nom vient d'une performance de Slade à laquelle le groupe assiste et que Petersson critique en disant que Slade utilise « every cheap trick in the book », expression qui implique que le concert est basé sur des concepts déjà vus et revus, sans rien d'original ni de surprenant et qui peut se traduire littéralement par « [utiliser] tous les tours minables du livre de magie ».

### Transitions (1975–1997)
Le 26 août 1980, avant la sortie de All Shook Up, Petersson quitte le groupe pour enregistrer un album solo avec son épouse, Dagmar. Pete Comita remplace Petersson pour la tournée All Shook Up.
En 1985, ils reviennent avec le producteur Jack Douglas, qui a produit leur premier album, pour enregistrer Standing on the Edge. L'album est considéré comme « la meilleure collection de rock bubblegum bazooka ». Il fait aussi participer Mark Radice aux claviers. Le premier single, Tonight It's You atteint la huitième place des Billboard Top Rock Tracks.

### Cheap Trick Unlimited (1998–2005)
Cheap Trick  lancent leur propre label, Cheap Trick Unlimited. En 1999, le groupe enregistre une version retravaillée de In the Street de Big Star pour le générique de la série That '70s Show.
Au début de 2000, Cheap Trick signe un contrat avec Musicmaker.com pour la publication en ligne de plus de cinquante morceaux. Après avoir passé l'année 2001 à écrire de nouveaux morceaux, Cheap Trick se dirige aux Bearsville Studios de Woodstock, à New York en mars 2002, où il enregistre son premier album en six ans, Special One, sorti  en mai 2003.

### Indépendance (depuis 2006)

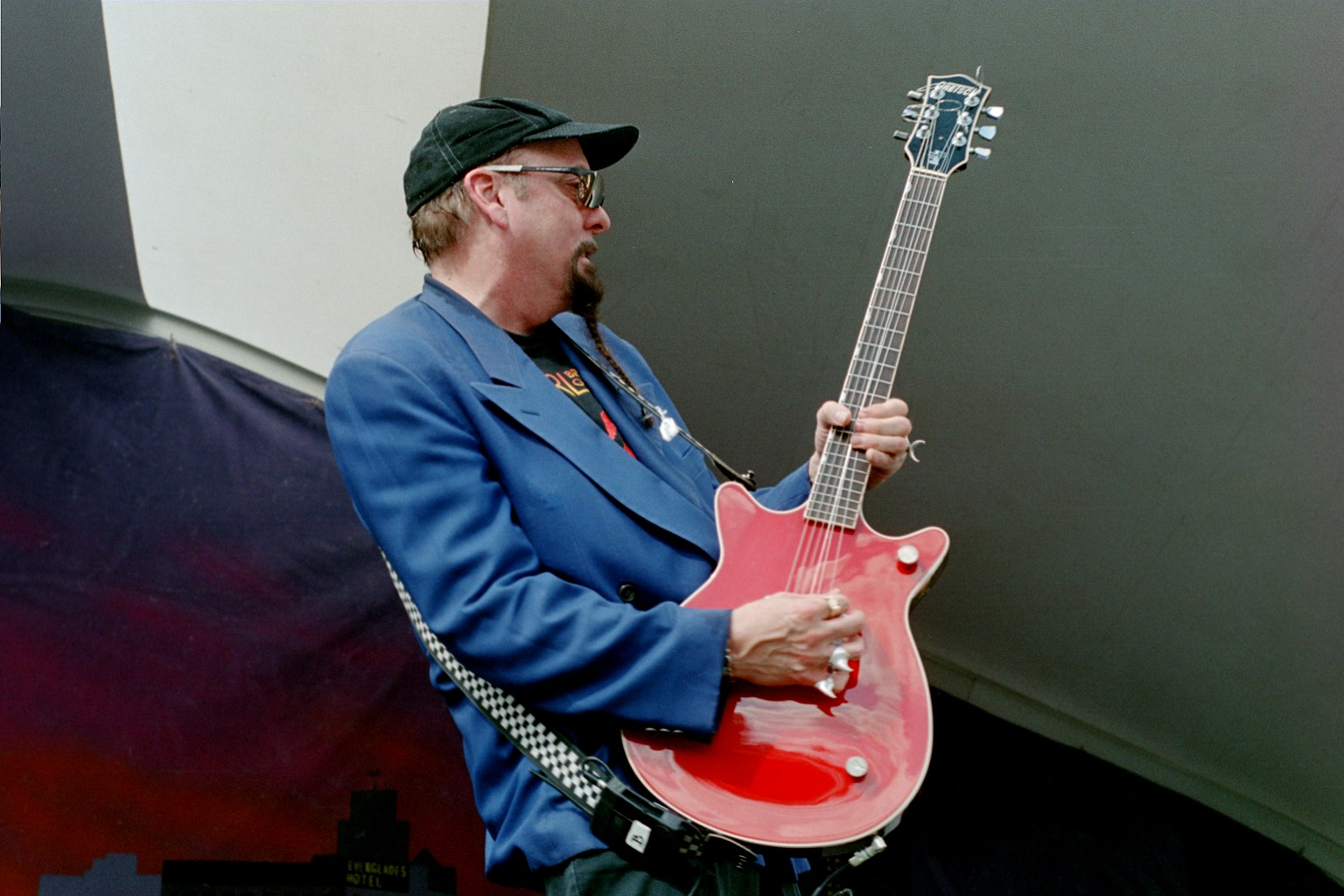
Le guitariste Rick Nielsen jouant au Gulfstream Park en 2006.

En 2006, Cheap Trick sort l'album Rockford chez Cheap Trick Unlimited/Big3 Records. Le premier single est Perfect Stranger (produit par Linda Perry et co-écrit par Cheap Trick et Perry). Les prochains singles Come On, Come On, Come On et If It Takes a Lifetime sortent peu après. Le groupe jouera aux chaines de radio Sirius et XM et tourne en Amérique du Nord. La même année, Surrender devient une piste jouable dans le jeu vidéo Guitar Hero II, et les albums Dream Police et All Shook Up sont réédités accompagnés de quatre morceaux bonus. One On One et Next Position Please (The Authorized Version) sont publiés en téléchargement payant. Le groupe participe aussi à une publicité pour McDonald's appelée This Is Your Wake-Up Call.
En 2007, les officiels de Rockford, Illinois, honorent Cheap Trick en reproduisant la couverture de leur album Rockford sur le sticker des véhicules de la ville. Le 19 juin 2007, le sénat de l'Illinois adopte le Senate Resolution 255, selon laquelle chaque 1er avril deviendra la journée des Cheap Trick dans tout l'Illinois. En août la même année, Cheap Trick honore la 40e année de Sgt. Pepper's Lonely Hearts Club Band en jouant l'album dans son intégralité à la Hollywood Bowl Orchestra, conduite par Edwin Outwater, aux côtés des chanteurs Joan Osborne et Aimee Mann. En 2008, Cheap Trick est inclus dans une publicité pour la marque de vêtements John Varvatos. Le 24 avril, Cheap Trick joue à l'arène Budokan pour le 30e anniversaire de leur album Cheap Trick at Budokan.
En 2010, Dream Police des Cheap Trick est rebaptisé Green Police et utilisé dans une publicité pour  Audi diffusée pendant le Super Bowl XLIV. La même année, Bun E. Carlos arrête les tournées avec le groupe. Daxx, fils de Rick Nielsen, qui a remplacé Bun E., alors en convalescence après une opération du dos en 2001, devient leur batteur de tournée,.
En 2016, Cheap Trick est introduit au Rock and Roll Hall of Fame. La cérémonie se déroule au Barclays Center de Brooklyn, New York, le 8 avril. Les quatre membres originaux y assistent. Avec Carlos à la batterie, le groupe joue I Want You to Want Me, Dream Police, Surrender et Ain't That a Shame. Le 1er avril 2016, le groupe sort son premier album en cinq ans, Bang, Zoom, Crazy... Hello. Ils publient le single No Direction Home, qui sert d'annonce à l'album. Le 16 juin 2017, le groupe sort l'album We're All Alright!. En août 2017, le groupe participe au single Black Blizzard d'Insane Clown Posse.
Le 20 octobre 2017, le groupe sort l'album spécial Noël, Christmas Christmas.

## Médias
Leur version de la chanson Out in the Street du groupe Big Star est le générique de la série That '70s Show. Le groupe est invité à jouer dans l'épisode 15 de la saison 7 des Frères Scott. Leur chanson Surrender est classée 465e meilleure chanson de tous les temps par le magazine Rolling Stone en 2003. Ils ont aussi réalisé la chanson Mighty Wings qui est sur la bande originale du film Top Gun.

## Membres

### Membres
- Robin Zander – chant, guitare (depuis 1974)
- Rick Nielsen – guitare, chœurs (depuis 1974)
- Tom Petersson – basse, chœurs (1974-1980, depuis 1987)

### Anciens membres
- Randy Hogan – chant (1974)
- Pete Comita – basse, chœurs (1980-1981)
- Jon Brant – basse, chœurs (1981-1987)
- Bun E. Carlos – batterie (1974-2010)

## Discographie
- 1977 Cheap Trick
- 1977 In Color
- 1978 Heaven Tonight
- 1979 Cheap Trick at Budokan
- 1979 Dream Police
- 1980 All Shook Up
- 1982 One On One
- 1983 Next Position Please
- 1985 Standing On The Edge
- 1986 The Doctor
- 1988 Lap of Luxury
- 1990 Busted
- 1991 Greatest Hits 1976-1991
- 1994 Woke Up With a Monster
- 1997 Cheap Trick
- 1998 At Budokan : The Complete Concert ; réédition du concert de 1979, augmentée de plusieurs titres
- 2001 Music For Hangovers (live)
- 2003 Special One (production: Steve Albini)
- 2006 Rockford (production: Steve Albini)
- 2009 The Latest
- 2016 Bang Zoom Crazy... Hello
- 2017 We're All Alright!
- 2017 Christmas Christmas
- 2021 In Another World